# Acta Neurobiologiae Experimentalis
Acta Neurobiologiae Experimentalis es una revista científica trimestral revisada por pares que cubre todos los aspectos de la neurociencia. Fue fundada en 1928 como Acta Biologiae Experimentalis, cubriendo toda la biología. Obtuvo su nombre actual cuando su ámbito de aplicación se centró en la neurociencia en 1970, cuando Jerzy Konorski se convirtió en editor jefe. La actual editora en jefe es Katarzyna Łukasiuk (Instituto Nencki de Biología Experimental). La revista es publicada por el Instituto Nencki de Biología Experimental.

## Resumen e indexación
La revista está resumida e indexada en BIOSIS Previews,  Current Contents /Life Sciences,  Index Medicus / MEDLINE / PubMed,  Biological Abstracts, Science Citation Index Expanded,  Embase/Excerpta Medica y Cambridge Scientific Abstracts. Según el Journal Citation Reports, la revista tiene un factor de impacto en 2021 de 1,269. 